# Equação diferencial ordinária
Em matemática e em particular na análise, uma equação diferencial ordinária (ou EDO) é uma equação que envolve as derivadas de uma função desconhecida de uma variável. Um exemplo simples de uma equação diferencial ordinária é
{\displaystyle f'=f,\,}
onde {\displaystyle f} é uma função desconhecida, e {\displaystyle f'} a sua derivada.

## Definição
Seja y uma função de x e que
{\displaystyle y',y'',\ \dots ,\ y^{(n)}}
denote as suas derivadas
{\displaystyle {\frac {dy}{dx}},\ {\frac {d^{2}y}{dx^{2}}},\ \dots ,\ {\frac {d^{n}y}{dx^{n}}}}.
Uma equação diferencial ordinária (EDO) é uma equação que envolve
{\displaystyle x,\ y,\ y',\ y'',\ \dots }.
A ordem de uma equação diferencial é a ordem {\displaystyle n} da maior derivada na equação.
Uma solução de uma EDO é uma função y(x) cujas derivadas satisfazem a equação. Não está garantido que tal função exista, e caso exista, normalmente ela não é única.
Quanto à linearidade: uma equação diferencial ordinária de ordem n pode ser vista como uma função
{\displaystyle F(x,y,y',y'',\ \dots ,\ y^{(n)})=0}. Dizemos que a equação diferencial é linear se {\displaystyle F} for linear em {\displaystyle y,y'(x),\ \dots ,\ y^{(n)}(x)}. 
Ao que se refere aos coeficientes, uma equação diferencial pode ter coeficientes constantes ou funções da variável independente.
Quando uma equação diferencial de ordem n tem a forma
{\displaystyle F(x,y,y',y'',\ \dots ,\ y^{(n)})=0}
é designada equação diferencial implícita, enquanto que a forma
{\displaystyle F(x,y,y',y'',\ \dots ,\ y^{(n-1)})=y^{(n)}}
é designada equação diferencial explícita.
Uma equação diferencial é autônoma se não depender explicitamente de x, e homogênea se todos os termos da equação diferencial dependem exclusivamente de x.

## Exemplos práticos
Equações diferenciais são usadas muito frequentemente para descrever processos nos quais a mudança de uma medida ou dimensão é causada pelo próprio processo.
Historicamente, as primeiras equações diferenciais foram as relativas à aceleração igual ou desigual, que Galileo Galilei pôde medir, ainda que com métodos geométricos.
Isaac Newton e Gottfried Leibniz introduziram o cálculo diferencial e, este último, as equações diferenciais como as conhecemos hoje.
Por exemplo na Física, a lei da vida média prevê que o número de átomos que se decompõem por unidade de tempo numa massa de átomos instáveis dependem do total N dos átomos existentes (aqui é necessário considerar-se que, por ser N um número muito grande, pode-se considerar sua variação contínua e determinística; no caso de N ser um número pequeno deve-se considerar sua variação discreta e estocástica, e o método mais adequado é outro).
Desta forma, a diminuição do número de átomos é proporcional ao total de átomos:
{\displaystyle {\frac {\mathrm {d} }{\mathrm {d} t}}N(t)=c\;N(t).}
Pelo cálculo da função {\displaystyle N(t)\!} nesta equação diferencial, torna-se possível determinar o número total de átomos a cada momento no tempo.
Um outro exemplo simples é o oscilador inalterado harmónico com a equação diferencial
{\displaystyle m\;a=m\;{\frac {\mathrm {d} ^{2}}{\mathrm {d} t^{2}}}x(t)=-k\;x(t).}
A função procurada aqui é a função {\displaystyle x(t)\!}, cuja segunda derivada em relação ao tempo advém das leis do movimento.

## Equações diferenciais específicas

### Equações diferenciais lineares
Uma EDO é linear quando os termos envolvendo a função a ser determinada aparecem apenas de forma linear, ou seja, podemos escrever a EDO como
{\displaystyle f_{n}(x)y^{(n)}(x)+f_{n-1}(x)y^{(n-1)}(x)+\ldots +f_{1}(x)y'(x)+f_{0}(x)y(x)=q(x)\,}
Esta equação é de grau n quando a função fn(x) não é identicamente nula.

### Outros casos
- Equação diferencial de Bernoulli
- Equação de Clairaut
- Equação diferencial de d'Alembert
- Equação diferencial de Euler
- Equação de Riccati

## Solução de uma Equação Diferencial Ordinária
Uma solução para uma equação diferencial é uma função que satisfaz a identidade da equação. A solução mais geral possível que admite uma equação diferencial é denominada solução geral enquanto que outra solução é chamada uma solução particular.
Exemplo
{\displaystyle y'+y=0}
Solução particular: {\displaystyle y(x)=e^{-x}}
Solução geral: {\displaystyle y(x)=Ce^{-x}} (C constante)
As soluções se classificam em:
- Solução geral - apresenta n constantes independentes entre si (n=ordem da EDO). Essas constantes, de acordo com a conveniência, podem ser escritas {\displaystyle C,2C,C^{2},\ln {C},...}
- Solução particular - obtida da geral, mediante condições dadas (chamadas condições iniciais ou condições de contorno).[3]

## Métodos para resolução de EDO
A habilidade em encontrar soluções exatas em geral depende da habilidade em reconhecer certos tipos de equações diferenciais e da aplicação de um método específico. Em outras palavras, o que funciona para um tipo de equações diferenciais não necessariamente se aplica a outro tipo.
Os métodos mais conhecidos são:
- Método do Fator Integrante
- Equações Separáveis
- Método da variação de parâmetros
- Equação diferencial exata
- Redução de Ordem
- Coeficientes a determinar
- Equações homogêneas de primeira ordem
- Redutível à homogênea

Os métodos citados são todos analíticos, ou seja, a solução pode ser encontrada de forma explícita. Duas formas adicionais são aplicadas:
- Integração Numérica
- Estudos qualitativos;